# Edgbaston
Edgbaston és un suburbi de la ciutat de Birmingham, Anglaterra, situat al sud-oest del centre de la ciutat. Limita amb Moseley al sud-est i amb Smethwick i Winson Green al nord-oest.
Durant el segle xix, aquesta zona es trobava sota el control de la família Gough-Calthorpe, que refusava el permís de construcció de fàbriques o magatzems a Edgbaston, fent la zona atractiva als residents rics de la ciutat. Així, va passar a ser conegut com "l'indret on comencen els arbres". Edgbaston és la llar de l'Edgbaston Cricket Ground, un camp de cricket, de la Universitat de Birmingham, establerta com la Birmingham Medical School el 1825, vuit de les nou escoles independents de la ciutat, de l'Edgbaston Golf Club, un dels camps de golf privats més exclusius de les Midlands, així com del Priory Club, un centre esportiu.
A la zona també hi ha dos restaurants amb estrella Michelín, el Turners i el Simpsons, així com de pubs reconeguts com The Highfield, The Physician i the Edgbaston.
Edgbaston vol dir "poble d'un home anomenat Ecgbald", format a partir del nom en anglès antic amb el terme tun "granja". El poble va ser registrat com Celboldistane en el Llibre de Registres de 1086.